# Acanthoplus discoidalis
Acanthoplus discoidalis är en insektsart som först beskrevs av Walker, F. 1869.  Acanthoplus discoidalis ingår i släktet Acanthoplus och familjen vårtbitare. Inga underarter finns listade i Catalogue of Life.

## Bildgalleri

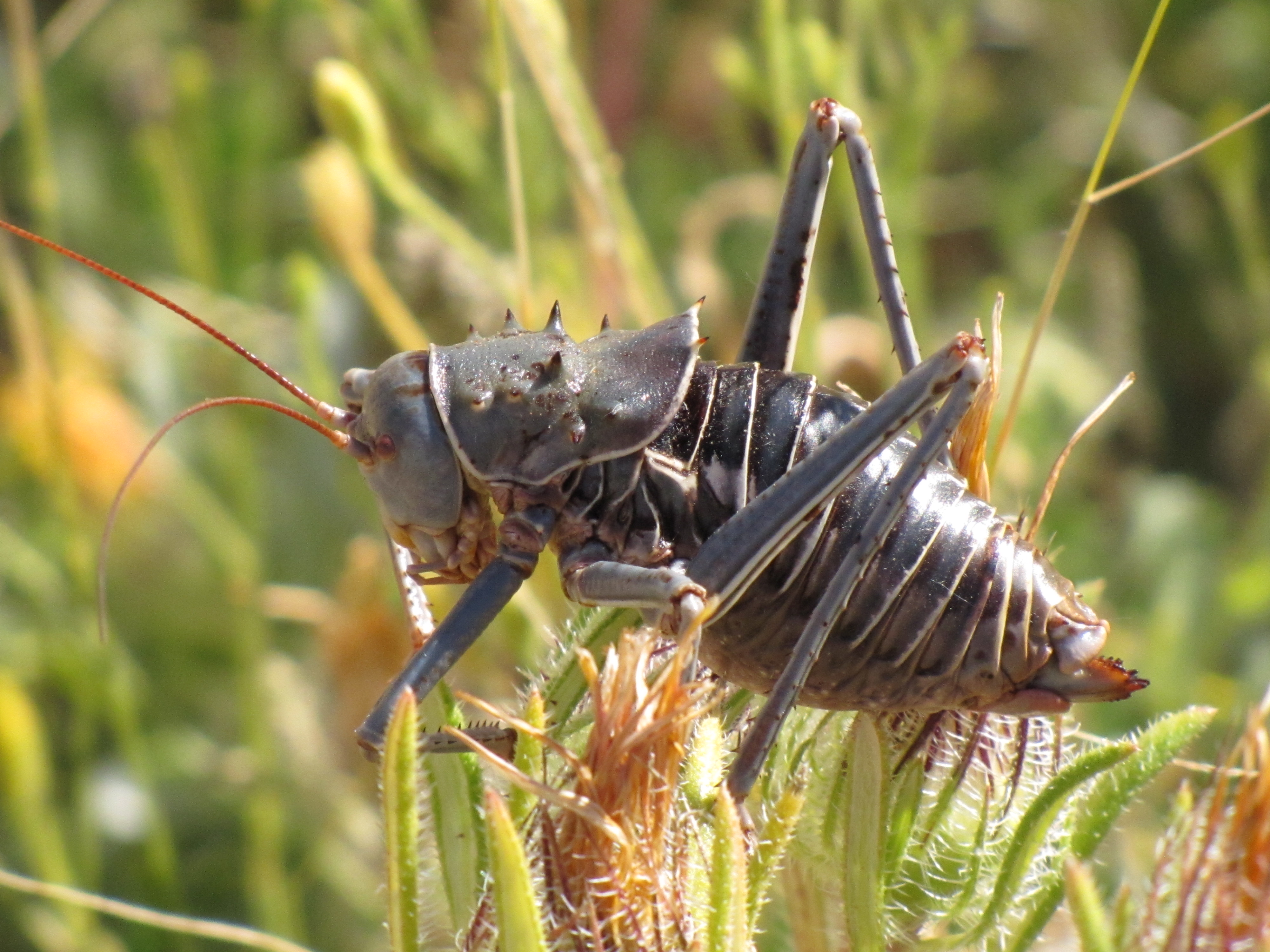